# Max Einert

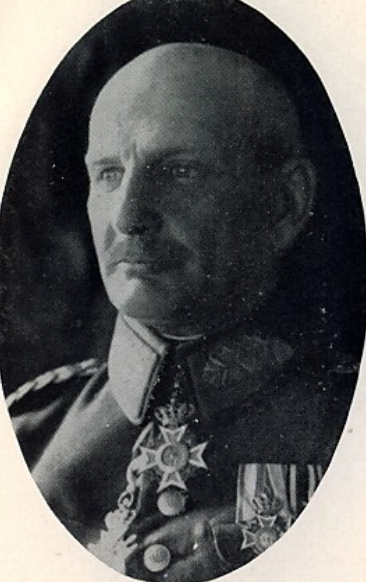
Max Einert

Max Einert (* 12. Oktober 1861 in Dresden; † 3. Februar 1930 in Kötzschenbroda) war ein sächsischer Generalmajor.

## Leben

### Herkunft
Max Einert besuchte die Lehr- und Erziehungsanstalt von Direktor Ernst Kaden und trat 1882 als Avantageur in die 2. Kompanie des 1. Königlich-Sächsische Jäger-Bataillon Nr. 12 der sächsischen Armee in Freiberg ein und wurde am 29. September 1883 im selbigen Regiment zum Leutnant befördert. Nach weiteren Jahren im Regiment und Beförderung zum Oberleutnant am 20. März 1890 wurde er im selben Jahre zur preußischen Kriegsakademie in Berlin abkommandiert und dabei in das 2. Königlich Sächsische Jäger-Bataillon Nr. 13 versetzt. Nach Rückkehr wurde er unter Beförderung zum Hauptmann am 22. Juli 1894 als Kompaniechef der 12. Kompanie in das 10. Infanterie-Regiment Nr. 134 abkommandiert. 1900 wurde er als Kompaniechef der 8. Kompanie in das neuerrichtete 15. Königlich Sächsische Infanterie-Regiment Nr. 181 in Chemnitz versetzt. 1902 wurde er zum Eisenbahn-Kommissar mit Kommandierung zum Großen Generalstab in Berlin ernannt und avancierte in dieser Eigenschaft am 23. September 1905 zum Major. 1906 wurde er Eisenbahn-Linienkommissar im sächsischen Generalstab, bis er 1908 als Bataillonskommandeur des I. Bataillons in das Schützen-(Füsilier-)Regiment „Prinz Georg“ (Königlich Sächsisches) Nr. 108 unter Oberst Horst Edler von der Planitz versetzt wurde.
Nach Beförderung zum Oberstleutnant am 9. Dezember 1911 wurde er etatsmäßiger Stabsoffizier im Regiment. Unter Beförderung zum Oberst wurde er am 20. April 1914 Regimentskommandeur des 11. Königlich Sächsischen Infanterie-Regiment Nr. 139 in Döbeln und zog nach Ausbruch des Ersten Weltkrieges mit diesem an die Westfront. Er nahm am Vormarsch durch Belgien und Nordfrankreich an allen wichtigen Schlachten teil und zeichnete sich besonders in dem Gefecht bei Thin le Moutier aus. Er wurde deshalb für seine Verdienste am 15. Oktober 1914 mit dem Ritterkreuz des Militär-St.-Heinrichs-Ordens ausgezeichnet. Schon davor wurde er mit dem Eisernen Kreuz I. Klasse ausgezeichnet. Ende Januar 1916 wurde er zum Brigadekommandeur der 46.-Reserve-Infanterie-Brigade ernannt und nahm mit diesem Verband u. a. an der Schlacht an der Somme teil, wo er sich erneut durch seine Tatkräftigkeit auszeichnen konnte und deshalb am 28. August 1916 mit dem Kommandeurkreuz II. Klasse des Militär-St.-Heinrichs-Ordens ausgezeichnet wurde. Im Dezember 1916 wurde er mit dem preußischen Kronenorden II. Klasse mit Schwertern ausgezeichnet. 1917 erfolgte seine Beförderung zum Generalmajor, wobei er sich im spätere Verlaufe des Krieges einem Unfall unterzog und er deshalb einige Zeit in der Heimat ruhen musst. Er kehrte als Kommandeur der 47.-Landwehr-Infanterie-Brigade an die Front zurück und übernahm Ende Mai 1918 die 47. Landwehr-Division (3. Königlich Sächsische), welche er bis März 1919 kommandierte.
Seit 1919 wohnte er in Niederlößnitz und machte sich einen Ruf als Vertreter des Bundes für deutsche Kriegsgräberfürsorge.

### Familie
Durch Heirat bekam er einen Sohn, Bernhard Alexander Einert, welcher am 6. September 1916 als Fähnrich im Schützen-Füsilier-Regiment Nr. 108 fiel.